# Marek Zieliński (szpieg)
Marek Zieliński (ur. 26 stycznia 1949 w Węgorzewie) – major Ministerstwa Spraw Wewnętrznych i SB; jako analityk MSW w latach 1981-1993 współpracował, pod pseudonimem „Rudy”, z wywiadem wojskowym ZSRR i Rosji. Skazany w 1994 na 9 lat więzienia za szpiegostwo. Jego sprawa jest uznawana za „najgłośniejszą aferę szpiegowską” w Polsce po 1989 roku.
W latach 1971–1973 służył w MO. Do 1978 pracował w komendzie wojewódzkiej w Olsztynie jako inspektor w referacie ds. służby bezpieczeństwa oraz w wydziale II. W międzyczasie, w latach 1975–1978, dokształcał się w Wyższej Szkole Oficerskiej w Legionowie. Zaraz po jej skończeniu, 1 lipca 1978, został inspektorem w Wydziale IX Departamentu III MSW. Od 1979 w Wydziale V, a od 1982 w Wydziale I, gdzie pracował do 16 maja 1988. Awansowany na majora 1 maja 1986.
W 1987 roku, gdy pracował w Wydziale I Departamentu III MSW, otrzymał formalne ostrzeżenie, gdyż w jego szafce znaleziono kopie materiałów operacyjnych. Wcześniej na kserowaniu dokumentów został również przyłapany przez dyrektora departamentu III Krzysztofa Majchrowskiego. Od 16 maja 1988 do 15 stycznia 1990 pracował jako analityk w zespole doradcy ministra przy Sekretariacie Wydziału Prezydialnego Gabinetu Ministra SW, co dało mu dostęp do tekstów przemówień gen. Kiszczaka i informacji z gabinetu ministra. Po zmianie ustroju i negatywnej weryfikacji przeszedł na emeryturę i w 1990 otworzył agencję ochroniarską „Dakota”. Pod naciskiem GRU, chcącego aby Zieliński zwerbował agentów wśród pracowników, którzy pozostali w resorcie MSW, nawiązał kontakt z jednym z kolegów – Andrzejem Anklewiczem. Ten natychmiast powiadomił przełożonych, w tym ministra MSW i UOP, który to wszczął operację kontrwywiadowczą. 3 lipca 1991 Anklewicz został włączony do działań operacyjnych wobec Zielińskiego. Pod kontrolą kontrwywiadu UOP Anklewicz nawiązał z nim współpracę i przekazywał podstawione dokumenty i taśmy w celu uwiarygodnienia się, a w końcu w celu poznania rosyjskiego łącznika – wówczas Attaché wojskowy ambasady Rosji pułkownik Władimir Łomakin. Przed kolejnym spotkaniem Zieliński-Anklewicz-Łomakin, zaplanowanym na 14 lutego 1992, nowym ministrem spraw wewnętrznych zostaje Antoni Macierewicz. Macierewicz osobiście nakazał Anklewiczowi wycofanie się działań operacyjnych. Kierownictwo MSW zezwoliło Anklewiczowi na spotkanie z Łomakinem w dniu 21 lutego 1992, aby pod pozorem braku gwarancji bezpieczeństwa Anklewicz mógł się wycofać ze współpracy. Do tego czasu Zielińskiego nie spotkały żadne konsekwencje, na co mogła mieć wpływ jego znajomość z Józefem Nadworskim – kolegą, współpracownikiem naukowym i biznesowym Zielińskiego („Dakota”), a wcześniej oficerem SB. Nadworski poznał Zielińskiego z oficerem GRU, Zadorożnym, a także werbował i prowadził w latach 80. XX wieku bliskiego współpracownika Macierewicza – Roberta Luśnię. Działania przeciw Zielińskiemu wznowiono po próbie werbunku przez niego kolejnego urzędnika MSW. Zgłosił on sprawę przełożonym, a UOP wznowił pracę.
Zieliński został zatrzymany w październiku 1993 roku przez kontrwywiad Urząd Ochrony Państwa podczas wręczania materiałów attaché wojskowemu ambasady Rosji płk. Władimirowi Łomakinowi. Dyplomata został wydalony z Polski.
Przekazywane materiały dotyczyły posiedzeń władz PZPR, ściśle tajnych materiałów MSW (np. związane z zabójstwem ks. Jerzego Popiełuszki), działaczy opozycji, jej finansowania, i struktur Solidarności zagranicą. Jako szpieg prowadzony był przez rezydentów radzieckiego a potem rosyjskiego wywiadu, m.in.: Aleksandra Zadorożnego, mjr Aleksandra Tiszczenkę, Jewgienija Towmę. W zamian Zieliński otrzymuje trudno dostępne w PRL dobra luksusowe (markowy alkohol, papierosy, paliwo, sprzęt RTV). Zieliński w trakcie śledztwa motywował swoje działania bardziej ideologicznie niż materialnie, uznając to za „bratnią pomoc” państwom „zaprzyjaźnionym”.
Sąd Warszawskiego Okręgu Wojskowego 1 lipca 1994 roku uznał go za winnego szpiegostwa w latach 1981–1993. Wymierzył karę 7 lat więzienia i 30 mln zł. We wrześniu 1994 Sąd Najwyższy Izby Wojskowej podwyższył wyrok do 9 lat pozbawienia wolności.
W sierpniu 2016 roku o dostęp do akt rewizyjnych sprawy Zielińskiego ubiegał się w Instytucie Pamięci Narodowej dziennikarz śledczy gazety Fakt, Jarosław Jakimczyk. 20 czerwca 2017 roku, w dniu wydrukowania książki Tomasza Piątka „Macierewicz i jego tajemnice”, Antoni Macierewicz przeglądał w czytelni Instytutu Pamięci Narodowej odtajnione od dwóch tygodni akta rewizyjne trzech skazanych szpiegów, w tym sprawy Zielińskiego – wszystkie te sprawy toczyły się, na różnych etapach, gdy ministrem spraw wewnętrznych był Macierewicz. Gdy Jakimczyk otrzymał praw do wglądu do akt w sierpniu 2017 roku, część z nich została opatrzona klauzulą tajności. IPN odmówił odpowiedzi kto, z jakich przyczyn i w jakim trybie zdecydował o ponownym utajnieniu akt.